# Dvojmontáž kol

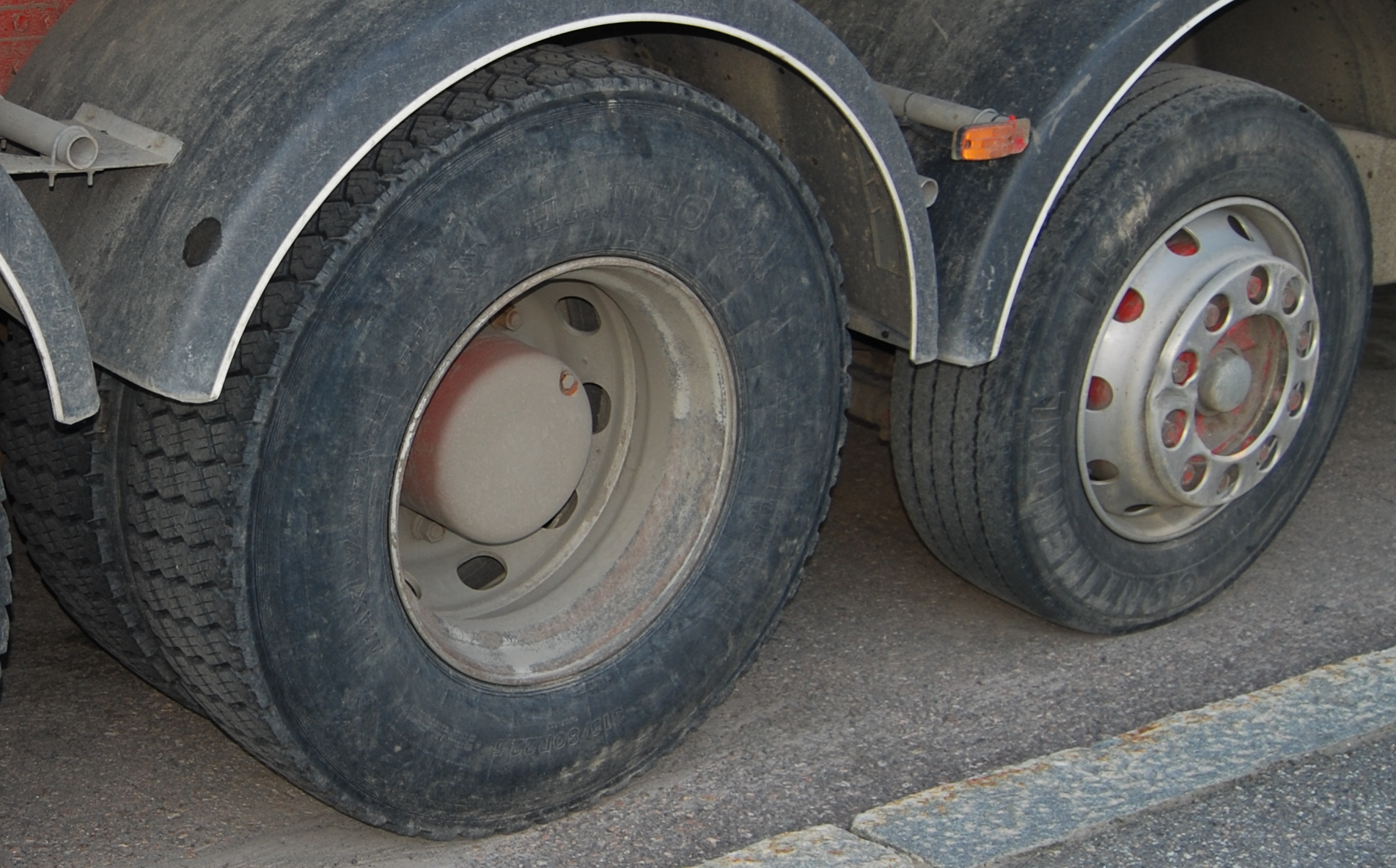
Porovnání dvojmontáže a jednoduché montáže kola

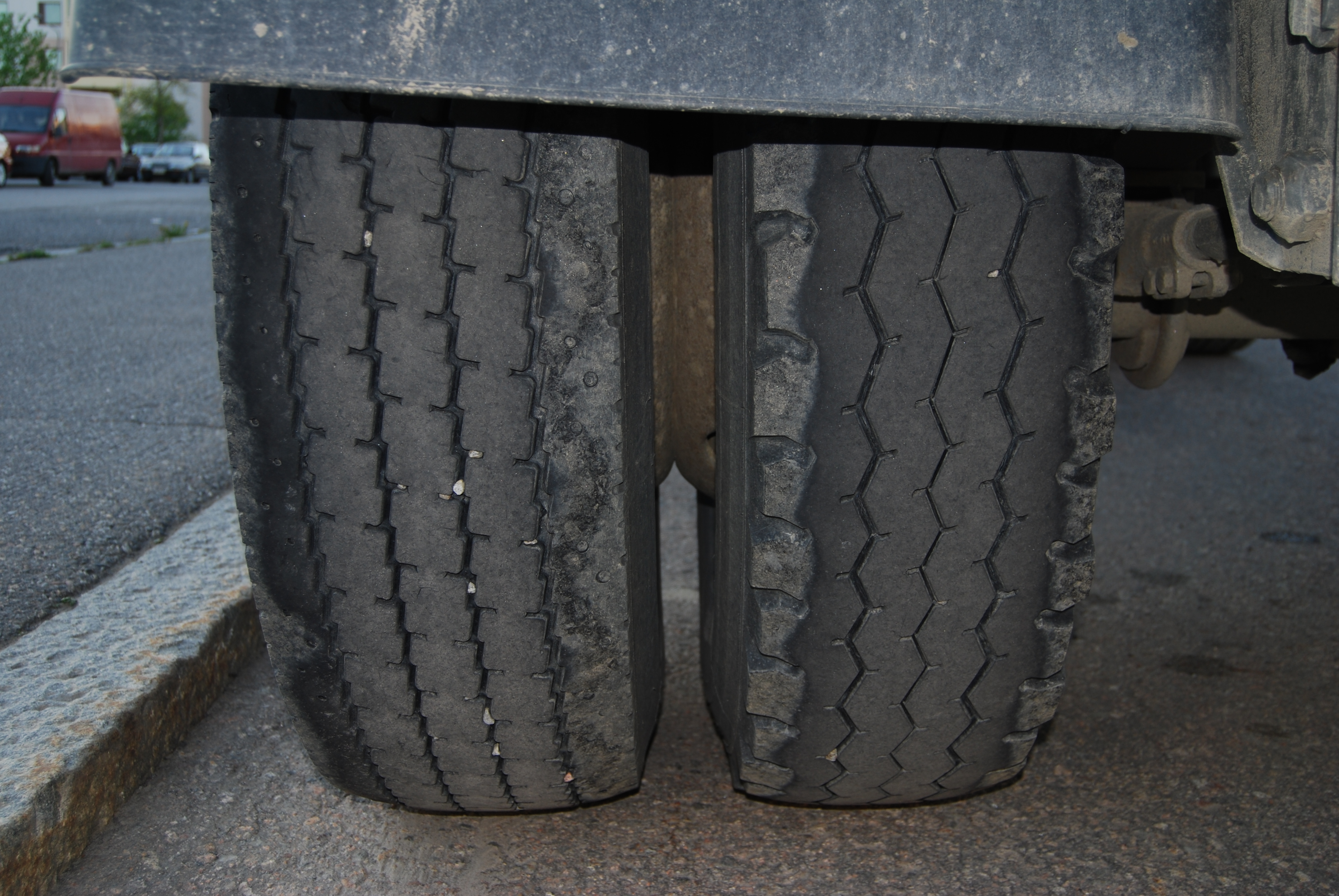
Dvojmontáž kola zepředu

Dvojmontáž kol je používána (s výjimkou přední nápravy) u nákladních vozů, autobusů, minibusů a velkých dodávek.
Slangově je dvojmontáž zadních kol označována výrazem „tupláky“. První použití je zaznamenáno u firmy Michelin. Objevilo se i u závodních vozů. Zdvojení kol nemá vliv na znak náprav, který nerozlišuje mezi jednoduchou a dvojitou montáží.

## Důvody použití
- pro dosažení vyšší užitečné hmotnosti (nosnosti) vozu
- pro zajištění dostatečné adheze pro přenesení výkonu motoru u náprav hnaných
- pro snížení ložné plochy – přibližně od roku 2001 (patrně díky pokroku ve vývoji pneumatik) nebývá dvojmontáž nutná u dodávek s hmotností 3,5 t. Přesto je používaná, tentokrát s extrémně malými koly, nad kterými může být umístěna nízká ložná plocha. Rozměr kol přední nápravy však změněn není, Vozidlo má kola dvou rozměrů.

## Části dvojmontáže
Do dvojmontáže jsou namontovány kola, která se neliší od ostatních kol na voze. Výjimku tvoří pouze dodávky s nízkou podlahou. Kola mohou být tohoto typu:
- kola disková; disky jsou vypuklé, aby mohly být na nápravě s dvojmontáží otočeny vypuklou stranou k sobě a sešroubovány;
- kola bezdisková (Trilex)

## Nevýhody v terénu
V terénu bývá dvojmontáž nevýhodou. Zadní kola dvojmontáže nejedou v rýze, kterou vyjela kola přední nápravy a musí si "razit" svou stopu bahnem. Proto má Tatra 815 v provedení pro armádu nebo zemědělce, na všech nápravách jednoduchou montáž širokých 16″ pneumatik (celkem 6 pneumatik) na rozdíl od standardní Tatry 815, která má dvě nápravy s dvojmontáží úzkých 11″ pneumatik (celkem 10 pneumatik). Dvojmontáže na zmíněných automobilech Tatra byly nestejnoměrně zatěžovány. Prázdný automobil Tatra se dotýkal podkladu jen okrajem vnějších pneumatik, a teprve po naložení byly pneumatiky kontaktu s vozovkou v celé ploše. Nepravidelné opotřebení pneumatik vyřešili konstruktéři Tatry systémem King Frame.

## Nevýhody na silnici

Protnutí os otáčení kol

Díky Ackermannově geometrii řízení se dá u vozů se dvěma nápravami částečně eliminovat smýkání kol přední nápravy. Smýkání kol zadní nápravy je vyřešeno diferenciálem, který umožňuje rozdílný počet otáček vnějších a vnitřních kol. Problém nastává u dvojmontáže, kde se v obloucích o malém poloměru projevuje i rozdíl v dráze jedné a druhé pneumatiky samotné dvojmontáže. Patentovaná řešení (volnoběžky, diferenciály v dvojmontáži), která by umožnila nezávislé otáčení kol dvojmontáže existují, ale vzhledem k přínosu by byla realizace příliš nákladná.
U vozidel s dvěma nápravami opatřenými dvojmontáží je problém se smýkáním větší, protože osy otáčení kol se neprotínají v jednom bodě. Částečně se problém řeší pomocí mezinápravového diferenciálu. Některá z náprav může být zvedací, a tak při jízdě s nezatíženým vozidlem, lze jet jen po kolech jedné nápravy.

## Použití v zemědělství
Dvojmontáž je využívána i u zemědělských traktorů a dalších strojů pro provoz v měkkém, málo únosném terénu. Zvýšením počtu kol a použitím nízkotlakých pneumatik se sníží měrný tlak na půdu a výsledkem je menší zabořování i devastace terénu či plodin. Na rozdíl od automobilů, bývá dvojmontáží osazena i řízená náprava. Často je i poháněná, a musí se přitížit.
Náhradou dvojmontáže se stane minimálně na silnici patrně pneumatika typu "  supersingle  " (1 širší, přínos vývoje technologie pneu), která má při menších prostorových nárocích než dvojmontáž větší styčnou plochu s vozovkou a je tak schopna přenášet vyšší zatížení, výkony i brzdné síly (zvýšení bezpečnosti), její použití by mělo přinést i snížení neodpružených hmot, vlastní hmotnosti vozu i nákladů na pořízení (ekonomický přínos).